# Gare centrale de Leyde
La gare centrale de Leyde ou la gare de Leyde-Central (en néerlandais : Leiden Centraal Station ou simplement Leiden Centraal) est la principale gare ferroviaire néerlandaise de Leyde. 

## Histoire
La gare a été mise en service en 1842. Elle correspond à la plus ancienne ligne de chemin de fer des Pays-Bas entre Amsterdam et La Haye. 

## Service des voyageurs

### Desserte
La gare est desservie par les trains grandes lignes de la société des chemins de fer néerlandais (NS). Ces grandes lignes relient les grandes villes des Pays-Bas telles qu'Amsterdam et Rotterdam. Ces lignes fournissent également des services de transport ferroviaire vers La Haye (HS et CS), Almere, Haarlem, Groningue et l'aéroport d'Amsterdam-Schiphol. Leiden Centraal est aussi le terminus d'une ligne située à Utrecht qui passe par Alphen-sur-le-Rhin et Woerden.

### Intermodalité
La gare est un nœud important du réseau de transport en commun de Leyde et du Nord de la Hollande-Méridionale. Cela comprend les lignes de bus vers les villes de Leiderdorp, Katwijk, Noordwijk et Zoetermeer. 
Le centre hospitalier universitaire de Leyde (Leids Universitair Medisch Centrum) est situé près de la gare.